# Pentium M
Представленный в марте 2003 года, Pentium M (произносится: Пентиум Эм) — процессор с архитектурой x86 (i686), разработанный и произведённый компанией Intel и предназначенный для использования в платформе Intel Centrino. Процессор первоначально разрабатывался для использования в мобильных компьютерах, о чём говорит буква «M», mobile. Перед официальным представлением широкой публике он носил кодовое имя «Banias». См. также Pentium III.

## Обзор
Pentium M представляет собой новую и радикальную отправную точку Intel, он не является доработанной, с целью снижения потребления энергии, версией процессора для настольного компьютера Pentium 4, а представляет собой очень сильно доработанную версию процессора Pentium III на ядре Tualatin, который, в свою очередь, базировался на дизайне ядра Pentium Pro. Он специально оптимизирован с целью увеличения энергетической эффективности, жизненно необходимой характеристики для продления времени работы мобильных компьютеров от батареи. Работая с очень малым средним потреблением энергии и, соответственно, малым тепловыделением, по сравнению с настольными процессорами, Pentium M также работает и на малых тактовых частотах, но со сравнимой производительностью. Например, Pentium M, работающий на частоте 1,6 ГГц показывает среднюю производительность, сравнимую с 2,4-гигагерцевым Pentium 4 на ядре Northwood (400 MT/s системная шина) без технологии Hyper-Threading.

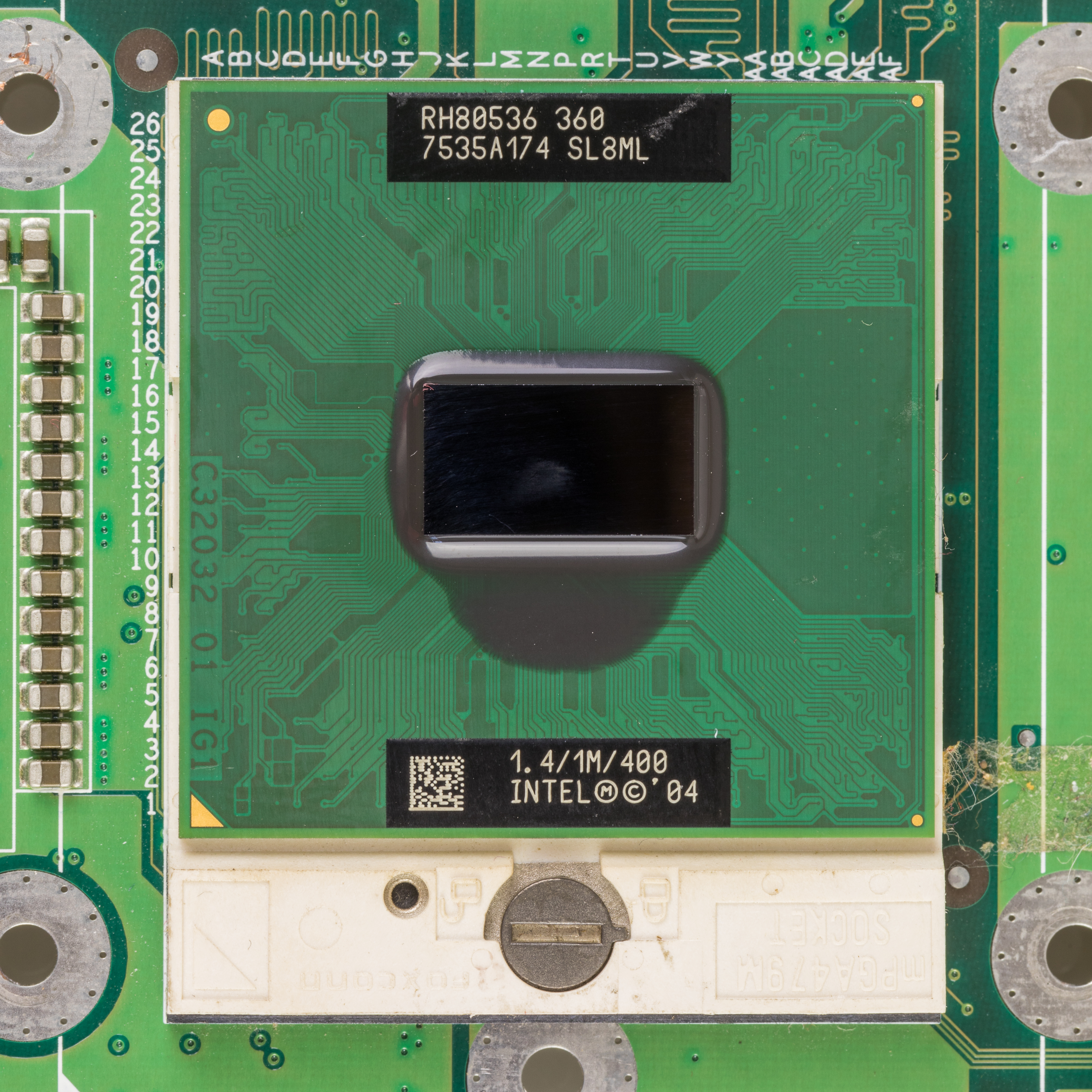
Celeron M 360 core Dothan

Процессор представляет собой вычислительное ядро от Pentium III, системную шину, совместимую с Pentium 4, усовершенствованные инструкции декодирования/выдачи, улучшенный блок предсказания переходов, поддержку SSE2 и большой кэш. Используется также новейший метод отключения неиспользуемых энергоёмких блоков кэша. Другие методы энергосбережения включают в себя динамическое изменение частоты и напряжения ядра, все Pentium M уменьшают свою тактовую частоту, если система простаивает, с целью сохранения энергии. Последняя инновация в данной области — технология SpeedStep 3 с расширенными количеством рабочих точек по сравнению с предыдущими версиями SpeedStep. С данной технологией 1,6-гигагерцевый Pentium M способен эффективно выбирать свою частоту в зависимости от нагрузки и выставлять 600 МГц, 800 МГц, 1000 МГц, 1200 МГц, 1400 МГц и 1600 МГц. Это и другие выдающиеся свойства Pentium M позволили добиться экстремально низкого энергопотребления, варьирующегося от 5 Вт до 27 Вт при полной нагрузке. Эти свойства сильно востребованы производителями мобильных компьютеров и позволяют использовать Pentium M в тонких, лёгких и маленьких ноутбуках.
Хотя Intel позиционирует Pentium M исключительно как мобильный продукт, производители материнских плат, такие как AOpen, DFI и MSI имеют в своём ассортименте Pentium M-совместимые материнские платы для энтузиастов, домашних развлекательных центров, рабочих станций и серверных приложений. А благодаря адаптеру CT-479, разработанному компанией ASUS, возможно использовать все процессоры Pentium M в материнских платах этой компании, разработанных для процессоров Socket 478 Pentium 4. Компания Shuttle Inc. предложила компактный настольный компьютер на процессоре Pentium M, позиционирующийся как очень тихий, потребляющий минимум энергии и занимающий мало места.
Процессоры Pentium M получили широкое распространение в индустрии встраиваемых систем. Низкое потребление Pentium M позволяет строить безвентиляторные и высокоинтегрированные встраиваемые компьютеры, такие как «Midget» компании Toradex.

## Banias
Первый Pentium M, который носил кодовое имя Banias без номеров моделей, или модельный номер 705, производился с использованием 130-нм техпроцесса, имел частоты от 1,3 ГГц до 1,7 ГГц, использовал системную шину с пропускной способностью 400 MT/s и кэш 2-го уровня размером 1 МБ. Процессор имеет среднее тепловыделение (Thermal Design Power) 24 Вт.

## Dothan

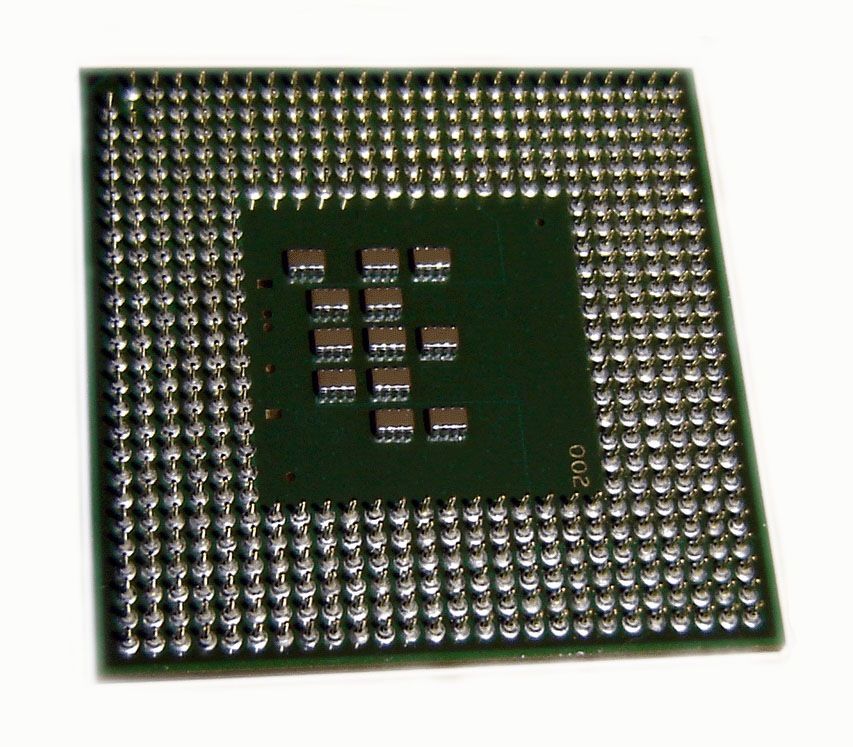
Pentium M 730 core Dothan backside

Intel представил улучшенный Pentium M, также известный как Dothan, 10 мая 2004 года. Процессор Dothan Pentium M является первым процессором Intel, для идентификации которого использовался так называемый «процессорный номер», который является более предпочтительным, чем стандартный, основанный на значениях тактовых частот. Старшие версии были известны как Pentium M 715 (1,5 ГГц), 725 (1,6 ГГц), 735 (1,7 ГГц), 745 (1,8 ГГц), 755 (2,0 ГГц) и 765 (2,1 ГГц).
Эта (700-я) серия процессоров Pentium M сохранила базовый дизайн оригинального Pentium M, но при этом производилась с использованием техпроцесса 90 нм, с увеличенным вдвое кэшем. Размер ядра составлял 84 мм², сохраняя близость с оригинальным Pentium M, кристалл 700-го содержал ~140 миллионов транзисторов, в основном за счёт введения огромного 2-МБ кэша. Тепловыделение также уменьшилось до 21 Вт (против 24 Вт у Banias), несмотря на ненамного более низкие частоты. Большое количество тестовых лабораторий, тестировавших вышедший Dothan, пришли к выводу, что системы, построенные на Banias и Dothan, имеют схожее время жизни от батарей.
По состоянию на июнь 2005 года, семейство процессоров Pentium M содержало процессоры с тактовой частотой от 1 ГГц до 2,26 ГГц. Модели с низкими частотами были низковольтными (англ. low voltage) и сверхнизковольтными (англ. ultra-low voltage), что обеспечивало минимальное тепловыделение, а значит и большое время жизни от батарей. Модели 718 (1,3 ГГц), 738 (1,4 ГГц) и 758 (1,5 ГГц) были низковольтными (1,116 В) с тепловыделением 10 Вт. Модели 723 (1,0 ГГц), 733 (1,1 ГГц) и 753 (1,2 ГГц) являлись сверхнизковольтными (0,940 В) с тепловыделением 5 Вт.
Ревизия ядра Dothan была представлена в первом квартале 2005 года одновременно с набором системной логики Sonoma и поддерживает системную шину 533 MT/s и XD (реализации технологии NX bit от компании Intel). Эта линейка включала модели 730 (1,6 ГГц), 740 (1,73 ГГц), 750 (1,86 ГГц), 760 (2,0 ГГц) и 770 (2,13 ГГц). Эти модели имели среднее тепловыделение 27 Вт и 2 МБ кэш 2-го уровня.
В июле 2005 года Intel также представил 2 новые модели: 780 (2,26 ГГц) и низковольтную 778 (1,60 ГГц).

Логотип с 2006 г.

## Core Solo и Core Duo
Следующее поколение процессоров, использующее микроархитектуру Pentium M, кодовое имя Yonah, которые представлены под новой торговой маркой Intel Core, как Core Solo и Core Duo.